# Соколовский, Виктор Владимирович (биохимик)
Ви́ктор Влади́мирович Соколо́вский (род. 5 мая 1925 — 2018) — советский и российский учёный в области биохимии действия химических и физических факторов окружающей среды, профессор, доктор медицинских наук. Автор более 180 научных статей, соавтор двух изобретений и одного открытия.

## Биография
Родился 5 мая 1925 года в Севастополе. В 1949 году окончил факультет подготовки старших врачей полков Военно-медицинской академии им. С. М. Кирова в Ленинграде, после чего до 1950 года являлся старшим врачом танко-самоходного полка Ленинградского военного округа.
В 1951 году был зачислен слушателем специального курса Военной академии химической защиты, по завершении которого в 1952 году получил специализацию по биохимии.
С 1953 по 1957 гг. занимал должность младшего научного сотрудника Центрального научно-исследовательского военно-технического института Советской Армии в Москве. В это же время (в 1957 г.) защитил диссертацию на соискание ученой степени кандидата наук по биохимическим механизмам острого токсического отёка легких.
После получения учёной степени был назначен на должность старшего научного сотрудника Научно-исследовательской лаборатории № 1 Военно-медицинской академии им. С. М. Кирова, где трудился до 1965 года. Здесь принял участие в поисках эффективных реактиваторов ацетилхолинэстеразы, ингибированной фосфорорганическими ядами.
В 1966 году В. В. Соколовский защитил диссертацию на соискание учёной степени доктора наук, посвящённую биохимическим механизмам острых ингаляционных отравлений элементарным фтором. После получения учёной степени доктора наук МЗ СССР был направлен в Сибирский филиал Института биофизики в Ангарск, где организовал биохимическую лабораторию. В течение трёх последующих лет заведовал биохимической лабораторией филиала № 5 Института биофизики МЗ СССР в Ангарске, руководил научно-исследовательской группой, созданной в соответствии с распоряжением Совета Министров СССР и приказом Министерства Обороны с целью проведения комплекса исследовательских работ в области токсикологии и гигиены новых видов химических соединений, используемых в качестве окислителей ракетного топлива.
С 1968 по 1969 год заведовал курсом биохимии медицинского факультета Мордовского госуниверситета, занимал должность исполняющего обязанности профессора.
После увольнения из рядов Советской Армии в 1969 году выступал научным руководителем биохимического отдела Центральной научно-исследовательской лаборатории ЛСГМИ, до 1985 года заведовал кафедрой биохимии ЛСГМИ. В 1971 году получил ученое звание профессора по специальности «биологическая химия».
С 1995 до 2015 года трудился ведущим научным сотрудником Института аналитического приборостроения РАН.

## Научные интересы
Основные научные интересы В. В. Соколовского лежат в области изучения биохимических механизмов действия химических и физических факторов окружающей среды: токсических веществ, космофизических воздействий, лазерного облучения, электромагнитных полей, вибрации, шума, продуктов микробиологического синтеза и др. Результаты представлены в трёх сборниках под редакцией В. В. Соколовского: Тиоловые соединения в биохимических механизмах патологических процессов — труды ЛСГМИ — 1979; Антиоксиданты и адаптация — труды ЛСГМИ — 1984; Флуктуации состояния биохимических систем — труды ЛСГМИ — 1986.
Главным результатом исследований стала формулировка представлений о космической регуляции жизни на Земле — регуляция (изменение) окислительно-восстановительного состояния среды, в том числе организма человека и животных, выдвижение концепции о роли тиолдисульфидной системы как ключевого звена антиоксидантной защиты в биохимическом механизме неспецифической резистентности и адаптации организма к экстремальным факторам окружающей среды.
Интерес В. В. Соколовского к проблеме космобиологических связей возник в начале 70-х годов, когда при поиске причин аномальных отклонений в экспериментах им была обнаружена зависимость скорости реакции окисления унитиола нитритным ионом от уровня солнечной активности. Эпизодические определения этого показателя проводились с 1970 г., а с 1974 по 1983 г. они стали ежедневными. В результате был предложен унитиоловый тест оценки действия гелиофизических факторов на окислительно-восстановительные процессы. Особое внимание в рамках этих исследований было уделено экологическим факторам глобального масштаба — периодическим возмущениям солнечной активности и магнитного поля.
В 1996—2002 гг. Соколовский продолжил исследования совместно с группой геофизиков НИИ Арктики и Антарктики, также Филиала института земного магнетизма и радиоволн РАН (д.ф.-м.н. проф. О. А. Трошичев, к.ф.-м.н. Э. С. Горшков, к.т. н. С. Н. Шаповалов, с.н.с. В. В. Иванов). Эти исследования проводились в экологически чистых условиях Антарктики в годы максимальной и минимальной солнечной активности. В результате удалось установить, что наряду с вариабельной солнечной активностью постоянное влияние на редокс состояние тиолдисульфидной системы «in vitro» и «in vivo» оказывают флуктуации гравитационного поля, связанные с взаимодействием масс Солнца, Луны и Земли. На это открытие в 2004 г. Российской академией наук был выдан диплом № 226 — «Явление внешне обусловленных регулярных флуктуаций скорости окислительно-восстановительных реакций».

## Основные научные достижения
- концепция космического сигнала, как регулятора окислительно-восстановительного состояния среды.
- критерий оценки окислительно-восстановительного состояния окружающей среды (унитиоловый тест)
- тест количественной оценки действия гелиофизических факторов на биологические объекты по величине полуокисления унитиола нитритом натрия «in vitro»;
- концепция окислительно-восстановительного механизма неспецифической резистентности организма к действию факторов окружающей среды химической и физической, и, в том числе гелиофизической природы, и ведущей роли тиолдисульфидной редокс системы в этом механизме;
- метод количественного определения тиолдисульфидных групп в крови и других тканях обратным амперометрическим титрованием;
- способ оценки неспецифической резистентности организма по величине тиолдисульфидного отношения в крови[4];
- метод аналитического определения нитритов, основанный на реакции азосочетания a-нафтиламина с бензидином.
- метод гистохимического определения тиоловых групп;
- метод полуколичественного определения рибонуклеиновой кислоты в нервных клетках;
- метод цитофотометрического определения активности ацетилхолинэстераз в нервно-мышечных синапсах;
- метод оценки прочности связи липидов с белками в мембране эритроцитов;
- метод раздельного определения аскорбиновой кислоты и её окисленных форм дегидроаскорбиновой и дикетогулоновой кислот;
- метод количественного определения белковых продуктов микробиологического синтеза в воздухе;
- способ лечения поздних токсикозов беременных (1979) и ишемического инсульта (2001) путем внутримышечного введения смеси унитиола и аскорбиновой кислоты

## Избранная библиография
1. Соколовский В. В. Тиоловые системы эритроцитов и образование метгемоглобина / В. В. Соколовский, Л. М. Павлова // Биохимия. — 1960. — Т.25, вып. 4, — С. 603—606.
2. Соколовский В.В. О гемолитическом действии тиоловых ядов / В.В. Соколовский // Цитология. — 1962. — Т. 4 . — С. 460—465
3. Соколовский В.В. Метод аналитического определения нитритов, основанный на реакции азосочетания a-нафтиламина с бензидином / В. В. Соколовский, Н. С. Андросов // Мат-лы научн. сессии Лен. сан. гиг. мед ин-та.- 1965.- С. 65-66.
4. Соколовский В.В. К механизму образования метгемоглобина / В. В. Соколовский, А. Е. Громов // Биохимия — 1968. — Т.33, вып. 6, -С. 636—639.
5. Соколовский В.В. Гистохимические исследования в токсикологии. / В.В. Соколовский Л.: Медицина, 1971. — 176 с.
6. Соколовский В.В. О биохимическом механизме токсического действия двуокиси азота / В.В. Соколовский, Т. М. Соколовская, Л. Н. Шубина // Фармакология и токсикология. — 1974. — Т. 37, № 4. — С. 469—471.
7. Соколовский В. В. О биохимическом механизме реакции живых организмов на изменения солнечной активности / В.В. Соколовский // Проблемы космической биологии. М.: Наука — 1982. — Т.43 — С.180-193.
8. Соколовский В.В. Ускорение окисления тиоловых соединений при возрастании солнечной активности / В.В. Соколовский // Проблемы космической биологии. М.: Наука — 1982. — Т.43 — С. 194—197.
9. Соколовский В.В. Окислительно-восстановительные процессы в биохимических механизмах неспецифической реакции организма на действие экстремальных факторов внешней среды / В.В. Соколовский. Антиоксиданты и адаптация. Л.: ЛСГМИ, 1984. — С. 5-19.
10. Соколовский В.В. Антиоксидантная система организма при шумовом стрессе / В.В. Соколовский, Л. Л. Гончарова, Н. Н. Киселева, И. Н. Макарова, Л. П. Родионова // Вопросы медицинской химии. — 1987. — Т.33, № 6. — С.111-113.
11. Соколовский В. В. Тиоловые антиоксиданты в молекулярных механизмах неспецифической реакции на экстремальные воздействия / В.В. Соколовский // Вопросы медицинской химии. — 1988. — Т. 34, вып. 6. — С. 2-11.
12. Соколовский В.В. Онтогенетические особенности связывания аскорбиновой кислоты белками нервной ткани / В. В. Соколовский, Т. Б. Лиэлупп, Е. Ф. Новикова, К. Ш. Пожиленкова // Журнал эволюционной биохимии и физиологии — 1988 -Т.24, Вып.5. −771-774.
13. Соколовский В.В Тиолдисульфидное соотношение крови как показатель состояния неспецифической резистентности организма. СПб.: МАПО, 1996. — 30с.[5]
14. Соколовский В.В Тиолдисульфидная система в реакциях организма на факторы окружающей среды / В.В. Соколовский. СПб.: Наука, 2008—112 с.[6]
15. Горшков Э.С. Редокс реакции в космобиологии / Э. С. Горшков, В. В. Иванов, В. В. Соколовский, СПб.: Издательство Политехнического университета, 2014—194 с.[7]